# Sheldon Lewis
Sheldon Lewis (20 de abril de 1868 - 7 de maio de 1958) foi um ator de cinema estadunidense que iniciou sua carreira na era do cinema mudo, tornou-se mais conhecido por seus papéis antagonistas e atuou em 93 filmes entre 1914 e 1936.

## Biografia
Nasceu em Filadélfia, Pensilvânia, e seu primeiro papel foi em The Ticket-of-Leave Man, em 1914, pela Pathé. Lewis notabilizou-se por interpretar personagens vilões característicos da temática serial, tais como The Clutching Hand, The Iron Claw e The Hidden Hand.

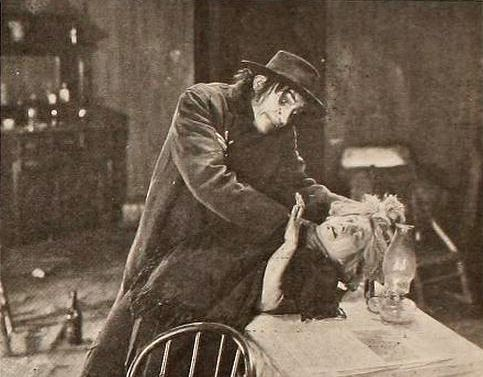
Sheldon Lewis em Dr. Jekyll and Mr. Hyde (1920) Motion Picture News, 10 de abril de 1920, p. 3319

Em seu segundo filme, o seriado The Exploits of Elaine, de 1914, Lewis personificou o vilão The Clutching Hand, que é considerado a “primeira ameaça desconhecida”, o “vilão não identificável pelo público”, que caracterizaria tantos seriados posteriores, personificando nesse seriado o ininigo do detetive Craig Kennedy, herói que voltaria a aparecer em outros filmes. O mesmo The Clutching Hand voltaria a aparecer em um seriado posterior, The Amazing Exploits of the Clutching Hand, de 1936, também enfrentando Craig Kennedy, porém já sob interpretação de outro ator.
No seriado de 1916, The Iron Claw, Sheldon personificaria The Iron Claw, que não tem uma das mãos, vilão caricato típico da temática serial. No seriado seguinte de Sheldon, The Hidden Hand, em 1917, o vilão seria The Hidden Hand, personagem que tem a mão direita coberta por uma garra.
Os seriados de Lewis The Exploits of Elaine (1914), The Iron Claw (1916) e The Hidden Hand figuram entre os primeiros seriados estadunidenses.
Na maioria das vezes atuando em papéis de vilão, entre seus filmes mais conhecidos estão Dr. Jekyll and Mr. Hyde, em 1920, em que interpretou os personagens título, Orphans of the Storm, de D. W. Griffith, em 1921, e Don Juan, em 1926, em que trabalhou não creditado. Seu último filme foi The Cattle Thief, em 1936, ao lado de Ken Maynard.

## Vida pessoal
Foi casado com a atriz Virginia Pearson até sua morte. Faleceu em São Gabriel, Califórnia, e foi sepultado no Pierce Brothers Valhalla Memorial Park.

## Filmografia parcial

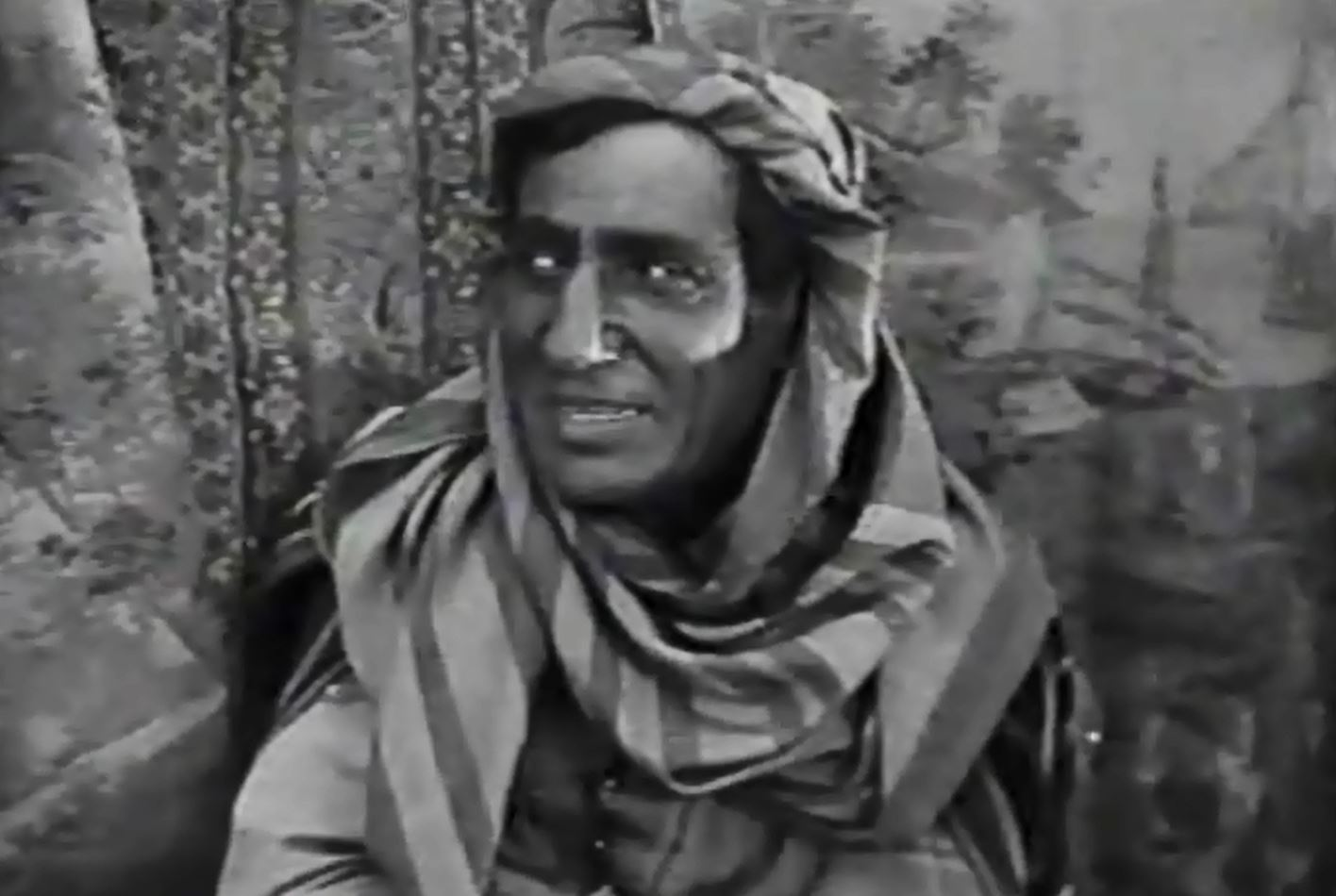
Sheldon Lewis no seriado Tarzan the Tiger (1929)

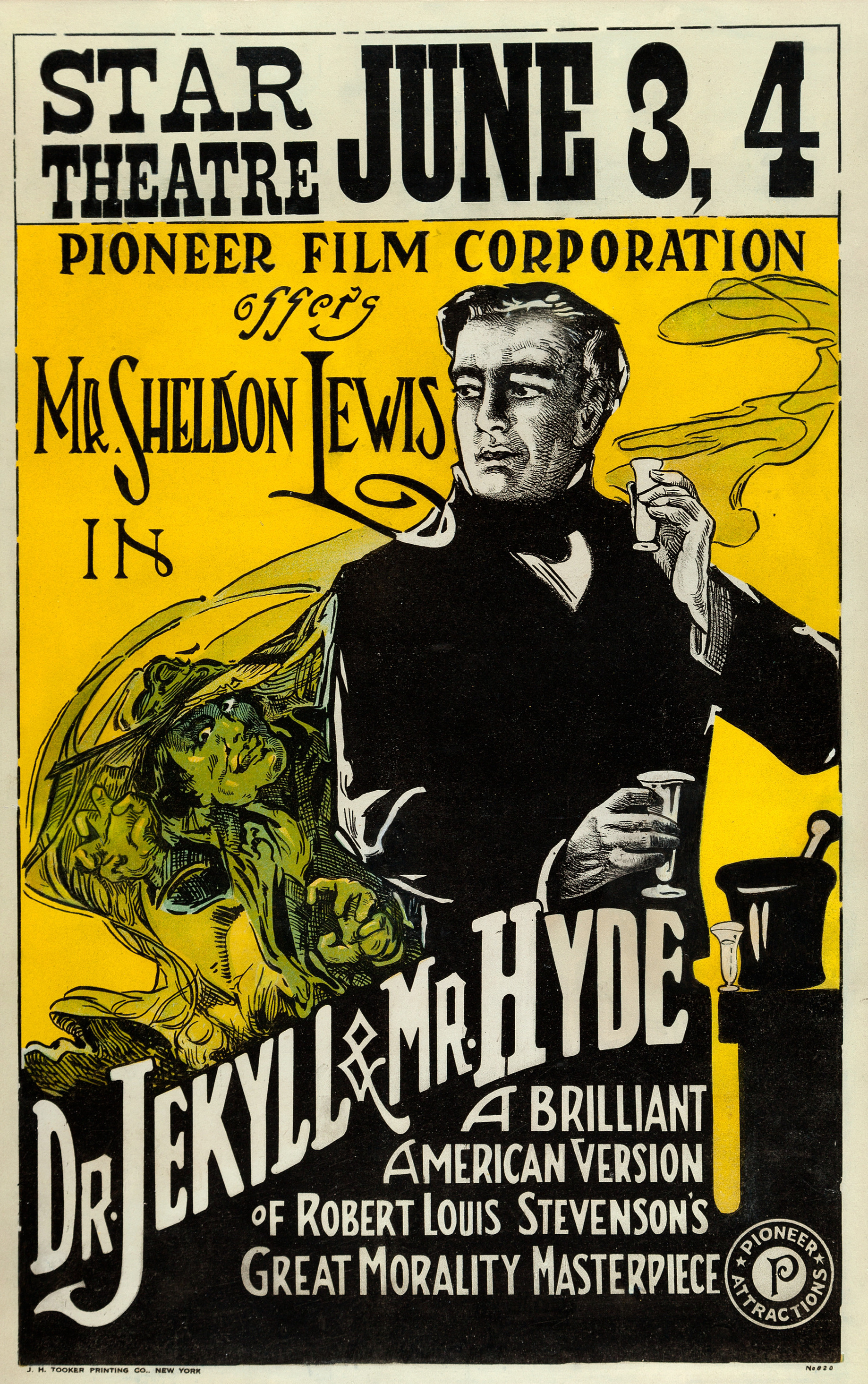
Cartaz do filme Dr. Jekyll and Mr. Hyde (1920), com Sheldon Lewis

- The Exploits of Elaine (seriado, 1914)
- The Iron Claw (seriado, 1916)
- The Hidden Hand (seriado, 1917)
- Wolves of Kultur (seriado, 1918)
- Dr. Jekyll and Mr. Hyde (1920)
- Orphans of the Storm (1921)
- The Enemy Sex (1924)
- The Dangerous Flirt (1924)
- Super Speed (1925)
- Silent Sanderson (1925)
- The Red Kimona (1925)
- Lightning Hutch (seriado, 1926)
- With Buffalo Bill on the U. P. Trail (1926)
- Don Juan (1926)
- The Chinatown Mystery (seriado, 1928)
- The Little Wild Girl (1928)
- The River Woman (1928)
- Tarzan the Tiger (seriado, 1929)
- Black Magic (1929)
- Terry of the Times (seriado, 1930)
- The Monster Walks (1932)
- The Cattle Thief (1936)